# Gottfried Sibeth
Gottfried Sibeth (* 21. November 1695 in Kosma bei Görlitz; † 7. Mai 1768 in Görlitz) war ein deutscher evangelischer Theologe, Beamter und Chronist. Er war seit dem Baubeginn des Görlitzer Waisenhauses bis zu seinem Lebensende eng mit der Aufsicht bzw. Administration desselben verbunden.

## Biographie
Gottfried Sibeth wurde im Jahr 1695 in Kosma bei Görlitz als Sohn des Sigmund Sibeth auf Kosma geboren. Seine Herkunftsfamilie war wohlhabend. Gottfrieds Brüder Johann Gottlob und Traugott besaßen die Dörfer Kleinneundorf, Kleinbiesnitz, Girbigsdorf und wohl teilweise auch Kosma.
Sibeth empfing zuhause zunächst Unterricht von verschiedenen Privatlehrern. Er studierte ab 1715 in Leipzig und ab 1717 in Wittenberg, jeweils Theologie („Gottesgelehrtheit“). Im Jahr 1718 ging er nach Hause und noch im gleichen Jahr nach Probsthayn in Schlesien. Vor dem Liegnitzer Konsistorium legte er sein Examen ab. Unter dem Diakon Flemmiges übte er das Predigen. 
Im Jahr 1719 verließ er Schlesien wieder in Richtung seines väterlichen Hauses, in den darauffolgenden Jahren stand er nicht näher bezeichnete „verschiedene harte Niederlagen“ aus. In Nickrisch trat er im Jahr 1724 eine Stelle an, musste seinen Beruf wegen krankheitsbedingter Brustleiden und nach Rücksprache mit Ärzten und auf Anraten der Theologen aufgeben.
Am 14. Mai 1726 heiratete er Eleonore Harrer († 5. November 1740), Tochter des königlichen Zolleinnehmers und Rentschöffens Florentin Harrer. Ihre zwei gemeinsamen Söhne starben vor ihrer Mutter frühem Tod.
Im Jahr 1727 wurde er mit der Aufsicht über den gleichen Jahres begonnenen Bau des Armen-, Zucht- und Waisenhauses betraut. Im Jahr 1731 wurde er stattdessen Ökonom des Waisenhauses, im Jahr 1734 der Administrator bzw. Hauptverwalter. In den Jahren 1729 bis 1742 hatte er die Bodenverwaltung inne, zwischen 1729 und 1738 auch die Marstallverwaltung. Zwischen 1742 und 1751 hatte er die Verwaltung des Waisenhauses abgegeben
Im Jahr 1768 starb er im Alter von 72 Jahren in seinem Haus gegenüber der Annenkapelle (Steinstraße 9 bzw. Elisabethstraße 1).

## Werk
Sibeth verfasste zwei im Jahr 1768 in Görlitz gedruckte geistliche Lieder mit Bezug auf den zweiten Korintherbrief.
Des Weiteren verfasste er zwei Bände über die „Görlitzer Jahrgeschichte“ (auch: Annales Gorlicenses). Nach Darstellung Richard Jechts gehört diese Chronik „zu den fleißigsten und brauchbarsten“. Sie umfasst einen Zeitraum bis ins Jahr 1767 und ist eine inhaltsvolle Quelle für die Schlesischen Kriege.
Des Weiteren schrieb er vier Bände über die Chronik des  Görlitzer Weichbildes.
Im Jahr 1732 entwarf er eine Satzung eines seit dem Jahr 1726 bestehenden Leserzirkels, zu dem zu diesem Zeitpunkt 12 bis 13 Mitglieder, beispielsweise Johann Wilhelm Gehler und Gottlob Wohlgemuth Rothe gehörten.